# غريغوري شورت
غريغوري شورت (بالإنجليزية: Gregory Short)‏ هو عازف بيانو وملحن أمريكي، ولد في 14 أغسطس 1938 في توبينيش في الولايات المتحدة، وتوفي في 1 أبريل 1999 في فريلاند في الولايات المتحدة.

## وصلات خارجية
- غريغوري شورت على موقع ميوزك برينز (الإنجليزية)